# Lexicale functionele grammatica
De lexicale functionele grammatica of kortweg LFG is een variant op de generatieve grammatica binnen het bredere kader van de theoretische taalkunde. De theorie is in de jaren 70 ontwikkeld door Joan Bresnan en Ronald Kaplan als reactie op een bepaalde weg die door de transformationele taalkunde was ingeslagen. 
Binnen de LFG ligt de nadruk op syntaxis en de relatie tussen syntaxis, morfologie en semantiek. Met betrekking tot de fonologie is tot nu weinig LFG-onderzoek verricht, maar de laatste tijd winnen sommige ideeën uit de Optimaliteitstheorie ook hier aan populariteit. 

## Inhoud
Volgens de LFG is taal opgebouwd uit een groot aantal structuurdimensies. Binnen dit kader worden twee hoofdstructuren onderscheiden: 
- De constituentstructuur ofwel c-structuur; hierin worden de constituenten geordend in termen van syntactische categorie, dominantie en volgorde. De zin De vrouw roept haar man kan op deze manier worden onderverdeeld in een nominale (De vrouw) en een verbale constituent (roept haar man). Deze laatste constituent kan op zijn beurt in een nieuwe nominale en een verbale constituent worden gesplitst.

- De functionele structuur ofwel f-structuur; hierin worden allerlei grammaticale functies zoals getal en tempus, onderwerp, lijdend voorwerp, meewerkend voorwerp en gezegde expliciet gerepresenteerd.

Daarnaast veronderstelt de LFG een aantal vooralsnog hypothetische structuren:
- De argumentstructuur ofwel a-structuur, in combinatie met de thèta-rol.
- De semantische structuur ofwel c-structuur; zie ook lijmsemantiek.
- De informationele structuur ofwel i-structuur
- De morfologische structuur ofwel m-structuur
- De fonologische structuur ofwel p-structuur

## Verschil met deChomskyhiërarchie
In de LFG worden syntactische patronen verklaard zonder hulp van transformatie. Anders dus dan in de theorie van Noam Chomsky gaat de LFG niet uit van een directe relatie tussen structuur en functie die in de transformationele taalkunde met behulp van boomstructuren zichtbaar kan worden gemaakt, waarbij in een zin als Wat zie je? het vragend voornaamwoord Wat uitsluitend als lijdend voorwerp bij zien wordt gezien. Het vraagwoord in deze zin vervult volgens de LFG-benadering twee functies tegelijkertijd: die van "vraagfocus" en die van lijdend voorwerp.  
Deze benadering lijkt met name op te gaan voor zogeheten niet-configurationele talen (talen met geen of weinig verbale constituenten). Bij de beschrijving van talen zoals het Engels en Nederlands ligt ze minder voor de hand, omdat hier het verband tussen functie en structuur zeer direct is.